# Masi Oka
Masi Oka (Japans: マシ・オカ), geboren als: Masayori Oka (Japans: 岡 政偉, Oka Masayori) (Tokio, 27 december 1974) is een Japans-Amerikaanse acteur. Hij trad op in een aantal films en televisieprogramma’s en is nu vooral bekend door zijn rol als Hiro Nakamura in de NBC-serie Heroes. Hij heeft recent een rol gespeeld in Get Smart, die uitgebracht wordt in 2008. Hij is genomineerd voor de Golden Globe en Emmy Award. Hij woont in Californië.
Toen hij één jaar oud was gingen zijn ouders scheiden. Zijn moeder verhuisde later naar Los Angeles toen hij zes jaar was. Zijn vader heeft hij daarna nooit meer ontmoet. In 1987 stond de 12-jarige Oka op de voorpagina van Time Magazine met de titel Those Asian-American Whiz Kids. Tien jaar later studeerde hij af aan de Brown University met een Bachelor of Science (academische graad) in computerwetenschappen en mathematica. Daarna ontwierp hij voor diverse films de speciale effecten waaronder die in de serie Heroes waarin hij in 2006 ging optreden nadat hij in 2001 reeds begonnen was met zijn filmloopbaan.
Oka spreekt vloeiend Japans, Engels en Spaans en is een beoefenaar van kendo.

## Filmografie

### Als acteur
| Jaar      | Titel                                       | Rol                  | Bijzonderheden                             |
| --------- | ------------------------------------------- | -------------------- | ------------------------------------------ |
| 2001      | Dharma & Greg                               | Nien-Jen             | Gastrol                                    |
| 2001      | Citizen Baines                              | Staffer Dan          | Gastrol                                    |
| 2001      | Gilmore Girls                               | Filosofie Student    | Gastrol                                    |
| 2002      | Yes, Dear                                   | Sprekende rots       | Gastrol                                    |
| 2002      | Sabrina, the Teenage Witch                  | Male Council Member  | Gastrol                                    |
| 2002      | Austin Powers in Goldmember                 | Japanse fietser      | His lines were a disclaimer about Godzilla |
| 2002      | She Spies                                   | Man                  | Gastrol                                    |
| 2002      | The Jamie Kennedy Experiment                | Various              | ook in 2003                                |
| 2002      | Scrubs                                      | Franklyn             | ook in 2004                                |
| 2003      | On the Spot                                 | Japanse Toerist      | Gastrol                                    |
| 2003      | Uh-Oh!                                      | Aziatische man       |                                            |
| 2003      | Legally Blonde 2: Red, White & Blonde       | Congressional Intern |                                            |
| 2003      | Luis                                        | Deng Wu              |                                            |
| 2004      | Along Came Polly                            | Wonsuk               |                                            |
| 2004      | Still Standing                              | Ronald               | Gastrol                                    |
| 2004      | All of Us                                   | Edwin                | Gastrol                                    |
| 2005      | Less Than Perfect                           | Hideki               | Gastrol                                    |
| 2005      | Reno 911!                                   | Vertaler             | Gastrol                                    |
| 2005      | The Proud Family Movie                      | Japans kind          | Stem                                       |
| 2005      | House of the Dead 2: Dead Aim               | Stanley Tong         |                                            |
| 2005      | Joey S02E17                                 | Arthur               | Gastrol                                    |
| 2005      | God Wears My Underwear                      | Brother Eo           | Stem                                       |
| 2005      | Punk'd                                      | Vertaler             | Gastrol                                    |
| 2006      | One Sung Hero                               | KJ                   |                                            |
| 2006      | Reba                                        | Agent Phung          | Gastrol                                    |
| 2006      | Without a Trace                             | Wei Fan              | Gastrol                                    |
| 2006      | The Loop                                    | Wang                 | Gastrol                                    |
| 2006      | The Sarah Silverman Program Pilot           | Klerk                |                                            |
| 2006      | Heroes                                      | Hiro Nakamura        |                                            |
| 2006      | The Megan Mullally Show                     | Zelf                 | Gastrol                                    |
| 2006      | Late Night With Conan O'Brien               | Zelf                 | Gastrol                                    |
| 2007      | Balls of Fury                               | Jeff                 |                                            |
| 2007      | The Tonight Show                            | Zelf                 | Gastrol                                    |
| 2007      | Studio 60 on the Sunset Strip               | Zelf                 | Gastrol                                    |
| 2007      | Ellen Degeneres                             | Zelf                 | Gastrol                                    |
| 2007      | Reno 911!                                   | Toerist              | Gastrol                                    |
| 2007      | Robot Chicken                               | Mr. Rogers           | Gastrol                                    |
| 2008      | Get Smart                                   | Bruce                |                                            |
| 2008      | Get Smart's Bruce and LIoyd: Out of Control | Bruce                |                                            |
| 2008      | The Promotion                               | Loan Officer         |                                            |
| 2009      | Fired Up!                                   | Eagle Mascotte       |                                            |
| 2010      | Searching for Sonny                         | Sonny Bosco          |                                            |
| 2010-2017 | Hawaii Five-0                               | Max Bergman          | Televisieserie 135 afleveringen            |
| 2011      | Friends with Benefits                       | Darin Arturo Morena  |                                            |
| 2020      | Star Wars: Visions                          | Ethan                | Stem                                       |